# Segunda División Balompié Mexicano 2023
El torneo 2023 fue la II edición del campeonato de liga de la Segunda División de Balompié Mexicano. Comenzó el 17 de febrero y finalizó el 17 de junio de 2023.

## Cambios
- Se integran a la división los equipos Neza B, Águilas Naucalpan, Cóndor FC B y CAR Veolaia.
- El equipo Leones Naranjas y RED anunciaron el fin de su alianza, por lo tanto dejan de participar en la división, RED subió a primera división mientras que Leones Naranjas se mudó a LPF.
- Halcones de Querétaro anunció que no continuaría en primera división, por lo tanto solo participará en la división de plata.
- Toros México FC ascendió a la primera división por ser el subcampeón del torneo anterior y por cumplir con el cuadernillo de cargos, tendrá equipo filial en la división.[1]

## Sistema de competencia
Torneo largo a dos vueltas, acceden los cuatro mejor ubicados en la tabla general a la liguilla por el título, para este torneo no habrá ascenso, solo premio en económico.
El sistema de puntos es ligeramente distinto al de las demás ligas: se otorgan tres puntos por victoria; un punto por empate, siempre y cuando se anoten goles en el partido; y cero puntos por derrota.

## Equipos participantes
| Club                  | Entrenador            | Ciudad                                | Estadio                          | Capacidad | Fundación | Patrocinador                 | Kit            | Filial          |
| --------------------- | --------------------- | ------------------------------------- | -------------------------------- | --------- | --------- | ---------------------------- | -------------- | --------------- |
| Ángeles FC            | José Manuel Doce      | Nezahualcóyotl, Estado de México      | Metropolitano de Neza            | 2 000     |           | Agencia de Enfermería Italia | Deportes Alve  |                 |
| Águilas Naucalpan     | Alejandro González    | Naucalpan de Juárez, Estado de México | 12 de Mayo                       | 500       |           | Cinemex                      | Elasport       |                 |
| CAR Veolaia           | Magia Gómez           | Tonanitla, Estado de México           | Unidad Deportiva Tonanitla       | 200       |           |                              | Mooh Sports    |                 |
| Cóndor B              | Jorge Alberto Barrera | Cuantinchán, Puebla                   | Complejo Deportivo Cóndor        | 200       |           |                              | ARC            | Cóndor FC       |
| Halcones de Querétaro | José Manuel Ramírez   | El Salitre, Querétaro                 | El Salitre                       | 200       |           | Seguros People               | JAG Sportswear |                 |
| Jaguares FC           | Sergio Quintero       | Iztapalapa, Ciudad de México          | Alianza de Tranviarios de México | 200       |           |                              | Nike           |                 |
| Neza B                | Antonio Laguna        | Cuautitlán, Estado de México          | San Joaquín                      | 0         |           |                              | Deportes Alve  | Neza FC         |
| Toros B               | Alan Oteo             | Álvaro Obregón, Ciudad de México      | Valentín Gómez Farías            | 200       |           |                              | JAG Sportswear | Toros México FC |

## Torneo regular
| Jornada 1             | Jornada 1 | Jornada 1   | Jornada 1              | Jornada 1     | Jornada 1 | Jornada 1 |
| Local                 | Resultado | Visitante   | Estadio                | Fecha         | Hora      |           |
| --------------------- | --------- | ----------- | ---------------------- | ------------- | --------- | --------- |
| Jaguares FC           | 0 - 3     | Cóndor B    | Alianza de Tranviarios | 17 de febrero | 11:00     |           |
| Águilas Naucalpan     | 4 - 0     | CAR Veolaia | 12 de Mayo             | 18 de febrero | 11:45     |           |
| Toros B               | 1 - 0     | Ángeles FC  | Los Pinos              | 18 de febrero | 19:00     |           |
| Halcones de Querétaro | 3 - 2     | Neza FC     | El Salitre             | 18 de febrero | 16:30     |           |

| Jornada 2   | Jornada 2 | Jornada 2             | Jornada 2                  | Jornada 2     | Jornada 2 | Jornada 2 |
| Local       | Resultado | Visitante             | Estadio                    | Fecha         | Hora      |           |
| ----------- | --------- | --------------------- | -------------------------- | ------------- | --------- | --------- |
| Jaguares FC | 0 - 6     | Halcones de Querétaro | Alianza de Tranviarios     | 24 de febrero | 11:00     |           |
| Cóndor B    | 2 - 1     | Toros B               | Complejo Deportivo Cóndor  | 24 de febrero | 12:00     |           |
| CAR Veolaia | 1 - 3     | Neza FC               | Unidad Deportiva Tonanitla | 26 de febrero | 10:00     |           |
| Ángeles FC  | 1 - 0     | Águilas Naucalpan     | Metropolitano              | 27 de febrero | 12:00     |           |

| Jornada 3             | Jornada 3 | Jornada 3   | Jornada 3   | Jornada 3  | Jornada 3 | Jornada 3 |
| Local                 | Resultado | Visitante   | Estadio     | Fecha      | Hora      |           |
| --------------------- | --------- | ----------- | ----------- | ---------- | --------- | --------- |
| Neza B                | 2 - 2     | Ángeles FC  | San Joaquín | 4 de mayo  | 12:00     |           |
| Toros B               | 3 - 0     | Jaguares FC | Los Pinos   | 3 de marzo | 11:00     |           |
| Halcones de Querétaro | 4 - 1     | CAR Veolaia | El Salitre  | 4 de marzo | 16:30     |           |
| Águilas Naucalpan     | 1 - 0     | Cóndor B    | 12 de Mayo  | 5 de marzo | 15:00     |           |

| Jornada 4   | Jornada 4 | Jornada 4             | Jornada 4                 | Jornada 4  | Jornada 4 | Jornada 4 |
| Local       | Resultado | Visitante             | Estadio                   | Fecha      | Hora      |           |
| ----------- | --------- | --------------------- | ------------------------- | ---------- | --------- | --------- |
| Cóndor B    | 3 - 1     | Neza B                | Complejo Deportivo Cóndor | 7 de marzo | 12:00     |           |
| Jaguares FC | 1 - 7     | Águilas Naucalpan     | Alianza de Tranviarios    | 4 de mayo  | 11:00     |           |
| Ángeles FC  | 6 - 0     | CAR Veolaia           | Metropolitano             | 8 de marzo | 12:00     |           |
| Toros B     | 0 - 3     | Halcones de Querétaro | Los Pinos                 | 9 de marzo | 16:00     |           |

| Jornada 5             | Jornada 5 | Jornada 5   | Jornada 5                  | Jornada 5   | Jornada 5 | Jornada 5 |
| Local                 | Resultado | Visitante   | Estadio                    | Fecha       | Hora      |           |
| --------------------- | --------- | ----------- | -------------------------- | ----------- | --------- | --------- |
| Neza B                | 3 - 1     | Jaguares FC | San Joaquín                | 17 de mayo  | 12:00     |           |
| CAR Veolaia           | 1 - 3     | Cóndor B    | Unidad Deportiva Tonanitla | 10 de marzo | 16:30     |           |
| Halcones de Querétaro | 2 - 3     | Ángeles FC  | El Salitre                 | 11 de marzo | 16:00     |           |
| Águilas Naucalpan     | 3 - 3     | Toros B     | 12 de Mayo                 | 12 de marzo | 15:00     |           |

| Jornada 6         | Jornada 6 | Jornada 6             | Jornada 6                 | Jornada 6   | Jornada 6 | Jornada 6 |
| Local             | Resultado | Visitante             | Estadio                   | Fecha       | Hora      |           |
| ----------------- | --------- | --------------------- | ------------------------- | ----------- | --------- | --------- |
| Toros B           | 3 - 5     | Neza B                | Los Pinos                 | 17 de marzo | 10:00     |           |
| Jaguares FC       | 2 - 3     | CAR Veolaia           | Alianza de Tranviarios    | 17 de marzo | 11:00     |           |
| Cóndor B          | 3 - 0     | Ángeles Fútbol Club   | Complejo Deportivo Cóndor | 17 de marzo | 12:00     |           |
| Águilas Naucalpan | 1 - 4     | Halcones de Querétaro | 12 de Mayo                | 17 de mayo  | 12:00     |           |

| Jornada 7             | Jornada 7 | Jornada 7         | Jornada 7                  | Jornada 7   | Jornada 7 | Jornada 7 |
| Local                 | Resultado | Visitante         | Estadio                    | Fecha       | Hora      |           |
| --------------------- | --------- | ----------------- | -------------------------- | ----------- | --------- | --------- |
| Halcones de Querétaro | 1 - 3     | Cóndor B          | El Salitre                 | 25 de marzo | 16:30     |           |
| Ángeles FC            | 3 - 0     | Jaguares FC       | Metropolitano              | 27 de marzo | 12:00     |           |
| Neza B                | 1 - 1     | Águilas Naucalpan | San Joaquín                | 27 de marzo | 12:00     |           |
| CAR Veolaia           | 1 - 4     | Toros B           | Unidad Deportiva Tonanitla | 27 de marzo | 16:30     |           |

| Jornada 8   | Jornada 8 | Jornada 8             | Jornada 8                  | Jornada 8   | Jornada 8 | Jornada 8 |
| Local       | Resultado | Visitante             | Estadio                    | Fecha       | Hora      |           |
| ----------- | --------- | --------------------- | -------------------------- | ----------- | --------- | --------- |
| Cóndor B    | 2 - 0     | Jaguares FC           | Complejo Deportivo Cóndor  | 31 de marzo | 12:00     |           |
| CAR Veolaia | 1 - 2     | Águilas Naucalpan     | Unidad Deportiva Tonanitla | 31 de marzo | 16:30     |           |
| Ángeles FC  | 2 - 0     | Toros B               | Metropolitano              | 3 de abril  | 12:00     |           |
| Neza B      | 1 - 3     | Halcones de Querétaro | San Joaquín                | 3 de abril  | 12:00     |           |

| Jornada 9             | Jornada 9 | Jornada 9   | Jornada 9                    | Jornada 9  | Jornada 9 | Jornada 9 |
| Local                 | Resultado | Visitante   | Estadio                      | Fecha      | Hora      |           |
| --------------------- | --------- | ----------- | ---------------------------- | ---------- | --------- | --------- |
| Toros B               | 2 - 2     | Cóndor B    | Valentín Gómez Farías        | 19 de mayo | 11:00     |           |
| Águilas Naucalpan     | 4 - 0     | Ángeles FC  | 12 de Mayo                   | 20 de mayo | 15:00     |           |
| Halcones de Querétaro | 3 - 0     | Jaguares FC | Unidad Deportiva La Purisima | 20 de mayo | 16:30     |           |
| Neza B                | 3 - 2     | CAR Veolaia | San Joaquín                  | 22 de mayo | 12:00     |           |

| Jornada 10  | Jornada 10 | Jornada 10            | Jornada 10                 | Jornada 10  | Jornada 10 | Jornada 10 |
| Local       | Resultado  | Visitante             | Estadio                    | Fecha       | Hora       |            |
| ----------- | ---------- | --------------------- | -------------------------- | ----------- | ---------- | ---------- |
| Jaguares FC | 0 - 8      | Toros B               | San Pedro Tempiluli        | 14 de abril | 11:00      |            |
| Cóndor B    | 3 - 1      | Águilas Naucalpan     | Complejo Deportivo Cóndor  | 14 de abril | 12:00      |            |
| CAR Veolaia | 1 - 4      | Halcones de Querétaro | Unidad Deportiva Tonanitla | 14 de abril | 16:30      |            |
| Ángeles FC  | 3 - 1      | Neza B                | Metropolitano              | 17 de abril | 12:00      |            |

| Jornada 11            | Jornada 11 | Jornada 11  | Jornada 11                 | Jornada 11  | Jornada 11 | Jornada 11 |
| Local                 | Resultado  | Visitante   | Estadio                    | Fecha       | Hora       |            |
| --------------------- | ---------- | ----------- | -------------------------- | ----------- | ---------- | ---------- |
| CAR Veolaia           | 2 - 2      | Ángeles FC  | Unidad Deportiva Tonanitla | 21 de abril | 16:30      |            |
| Águilas Naucalpan     | 12 - 0     | Jaguares FC | 12 de Mayo                 | 22 de abril | 10:00      |            |
| Halcones de Querétaro | 5 - 2      | Toros B     | El Salitre                 | 22 de abril | 16:30      |            |
| Neza B                | 0 - 4      | Cóndor B    | San Joaquín                | 24 de abril | 12:00      |            |

| Jornada 12  | Jornada 12 | Jornada 12            | Jornada 12                | Jornada 12  | Jornada 12 | Jornada 12 |
| Local       | Resultado  | Visitante             | Estadio                   | Fecha       | Hora       |            |
| ----------- | ---------- | --------------------- | ------------------------- | ----------- | ---------- | ---------- |
| Jaguares FC | 2 - 5      | Neza B                | Alianza de Tranviarios    | 28 de abril | 12:00      |            |
| Cóndor B    | 7 - 0      | CAR Veolaia           | Complejo Deportivo Cóndor | 28 de abril | 12:00      |            |
| Toros B     | 5 - 2      | Águilas Naucalpan     | Valentín Gómez Farías     | 28 de abril | 12:00      |            |
| Ángeles FC  | 3 - 2      | Halcones de Querétaro | Metropolitano             | 1 de mayo   | 12:00      |            |

| Jornada 13            | Jornada 13 | Jornada 13        | Jornada 13                 | Jornada 13 | Jornada 13 | Jornada 13 |
| Local                 | Resultado  | Visitante         | Estadio                    | Fecha      | Hora       |            |
| --------------------- | ---------- | ----------------- | -------------------------- | ---------- | ---------- | ---------- |
| CAR Veolaia           | 5 - 2      | Jaguares FC       | Unidad Deportiva Tonanitla | 5 de mayo  | 16:30      |            |
| Halcones de Querétaro | 3 - 3      | Águilas Naucalpan | El Salitre                 | 6 de mayo  | 16:30      |            |
| Neza B                | 2 - 5      | Toros B           | San Joaquín                | 8 de mayo  | 12:00      |            |
| Ángeles FC            | 1 - 2      | Cóndor B          | Metropolitano              | 8 de mayo  | 12:00      |            |

| Jornada 14        | Jornada 14 | Jornada 14            | Jornada 14                | Jornada 14 | Jornada 14 | Jornada 14 |
| Local             | Resultado  | Visitante             | Estadio                   | Fecha      | Hora       |            |
| ----------------- | ---------- | --------------------- | ------------------------- | ---------- | ---------- | ---------- |
| Jaguares FC       | 1 - 3      | Ángeles FC            | Alianza de Tranviarios    | 12 de mayo | 11:00      |            |
| Cóndor B          | 3 - 2      | Halcones de Querétaro | Complejo Deportivo Cóndor | 12 de mayo | 12:00      |            |
| Águilas Naucalpan | 2 - 1      | Neza B                | 12 de Mayo                | 13 de mayo | 15:00      |            |
| Toros B           | 14 - 1     | CAR Veolaia           | Valentín Gómez Farías     | 15 de mayo | 13:00      |            |

## Tabla general
| Pos. | Equipo                | Pts. | PJ | G  | E | P  | GF | GC | Dif. | Clasificación |
| ---- | --------------------- | ---- | -- | -- | - | -- | -- | -- | ---- | ------------- |
| 1    | Cóndor B              | 37   | 14 | 12 | 1 | 1  | 39 | 11 | +28  | Semifinales   |
| 2    | Halcones de Querétaro | 28   | 14 | 9  | 1 | 4  | 45 | 23 | +22  | Semifinales   |
| 3    | Ángeles FC            | 26   | 14 | 8  | 2 | 4  | 29 | 19 | +10  | Semifinales   |
| 4    | Águilas Naucalpan     | 24   | 14 | 7  | 3 | 4  | 43 | 23 | +20  | Semifinales   |
| 5    | Toros B               | 23   | 14 | 7  | 2 | 5  | 51 | 28 | +23  | Eliminado     |
| 6    | Neza B                | 17   | 14 | 5  | 2 | 7  | 30 | 35 | −5   | Eliminado     |
| 7    | CAR Veolaia           | 7    | 14 | 2  | 1 | 11 | 19 | 60 | −41  | Eliminado     |
| 8    | Jaguares FC           | 0    | 14 | 0  | 0 | 14 | 9  | 66 | −57  | Eliminado     |

Actualizado a los partidos jugados el 8 de marzo de 2023.
 Fuente: LBM
Criterios de clasificación: Puntos · Diferencia de goles · Goles a favor · Play-off

## Liguilla
|  | Semifinales                              | Semifinales                              | Semifinales                              | Semifinales                              | Semifinales                              |   |          | Final               | Final               | Final               | Final               | Final               |  |
|  | 27 y 29 de mayo a 2 y 3 de junio de 2023 | 27 y 29 de mayo a 2 y 3 de junio de 2023 | 27 y 29 de mayo a 2 y 3 de junio de 2023 | 27 y 29 de mayo a 2 y 3 de junio de 2023 | 27 y 29 de mayo a 2 y 3 de junio de 2023 |   |          | [[]] y [[]] de 2023 | [[]] y [[]] de 2023 | [[]] y [[]] de 2023 | [[]] y [[]] de 2023 | [[]] y [[]] de 2023 |  |
|  |                                          |                                          |                                          |                                          |                                          |   |          |                     |                     |                     |                     |                     |  |
|  |                                          |                                          |                                          |                                          |                                          |   |          |                     |                     |                     |                     |                     |  |
|  | Cóndor B                                 | Cóndor B                                 | 2                                        | 2                                        | 4                                        |   |          |                     |                     |                     |                     |                     |  |
|  | Cóndor B                                 | Cóndor B                                 | 2                                        | 2                                        | 4                                        |   |          |                     |                     |                     |                     |                     |  |
|  | Águilas Naucalpan                        | Águilas Naucalpan                        | 0                                        | 1                                        | 0                                        |   |          |                     |                     |                     |                     |                     |  |
|  | Águilas Naucalpan                        | Águilas Naucalpan                        | 0                                        | 1                                        | 0                                        |   | Cóndor B | Cóndor B            | 2                   | 3                   | 5                   |                     |  |
|  |                                          |                                          |                                          |                                          |                                          |   | Cóndor B | Cóndor B            | 2                   | 3                   | 5                   |                     |  |
|  |                                          |                                          | Halcones de Querétaro                    | Halcones de Querétaro                    | 2                                        | 1 | 3        |                     |                     |                     |                     |                     |  |
|  | Halcones de Querétaro                    | Halcones de Querétaro                    | Halcones de Querétaro                    | Halcones de Querétaro                    | 2                                        | 1 | 3        | 1                   | 4                   | 5                   |                     |                     |  |
|  | Halcones de Querétaro                    | Halcones de Querétaro                    |                                          |                                          |                                          |   |          | 1                   | 4                   | 5                   |                     |                     |  |
|  | Ángeles FC                               | Ángeles FC                               | 0                                        | 2                                        | 2                                        |   |          |                     |                     |                     |                     |                     |  |
|  | Ángeles FC                               | Ángeles FC                               | 0                                        | 2                                        | 2                                        |   |          |                     |                     |                     |                     |                     |  |
|  |                                          |                                          |                                          |                                          |                                          |   |          |                     |                     |                     |                     |                     |  |

### Semifinales
| 27 de mayo | Águilas Naucalpan | 0:2 | Cóndor B | 12 de Mayo, Huehuetoca, Estado de México |  |
| 15:00      |                   |     |          |                                          |  |

| 29 de mayo | Ángeles FC | 0:1 | Halcones de Querétaro | Metropolitano, Nezahualcóyotl, Estado de México |  |
| 12:00      |            |     |                       |                                                 |  |

| 2 de junio | Cóndor B | 2:1 | Águilas Naucalpan | Complejo Deportivo Cóndor, Cuautinchán, Puebla |  |
| 12:00      |          |     |                   |                                                |  |

| 3 de junio | Halcones de Querétaro | 4:2 | Ángeles FC | El Salitre, El Salitre, Querétaro |  |
| 16:30      |                       |     |            |                                   |  |

### Final
| 10 de junio | Halcones de Querétaro | 2:2 | Cóndor B | Fútbol Sin Límite, Santiago de Querétaro, Querétaro |  |
| 16:30       |                       |     |          |                                                     |  |

### Final Vuelta
| 17 de junio | Cóndor B | 3:1 | Halcones de Querétaro | Complejo Deportivo Condor, Cuautichan, Puebla |  |
| 14:00       |          |     |                       |                                               |  |

## Estadísticas
Lista con los máximos goleadores del torneo.

Fecha de actualización: 22 de mayo de 2023